# Frederic William Burton
Pour les articles homonymes, voir Frederick Burton (acteur) et Burton.
Frederic William Burton est un peintre irlandais né à Wicklow en 1816 et mort à Londres en 1900. 
Burton fait preuve très précocement de dispositions pour la peinture. Au fil de sa carrière, il s'intéresse beaucoup à l'art antique et rejoint même en 1863 la société savante Society of Antiquaries of London.
Il participe à la fondation de la Société archéologique d'Irlande, ainsi qu'à celle de la National Gallery de Dublin.
En tant que peintre, il s'attache à représenter la vie du peuple irlandais, ainsi que son histoire. 
Il dirige pendant 20 ans la National Gallery de Londres, à partir de 1874 ; il met alors un terme à son activité de peintre.

## Œuvres en collection publique
- Portrait de Diana Conyngham Ellis, Dublin, Galerie nationale d'Irlande[2].

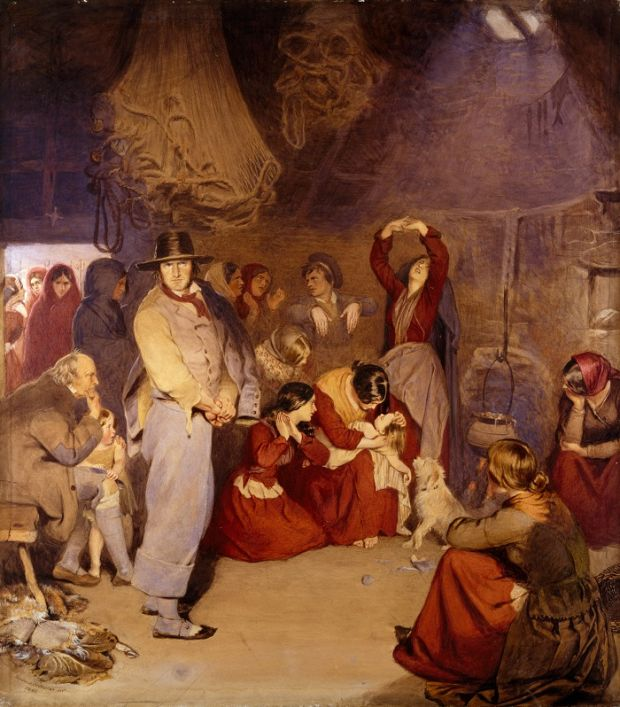
The Aran Fisherman’s Drowned Child, 1841 (National Gallery of Ireland)[1].
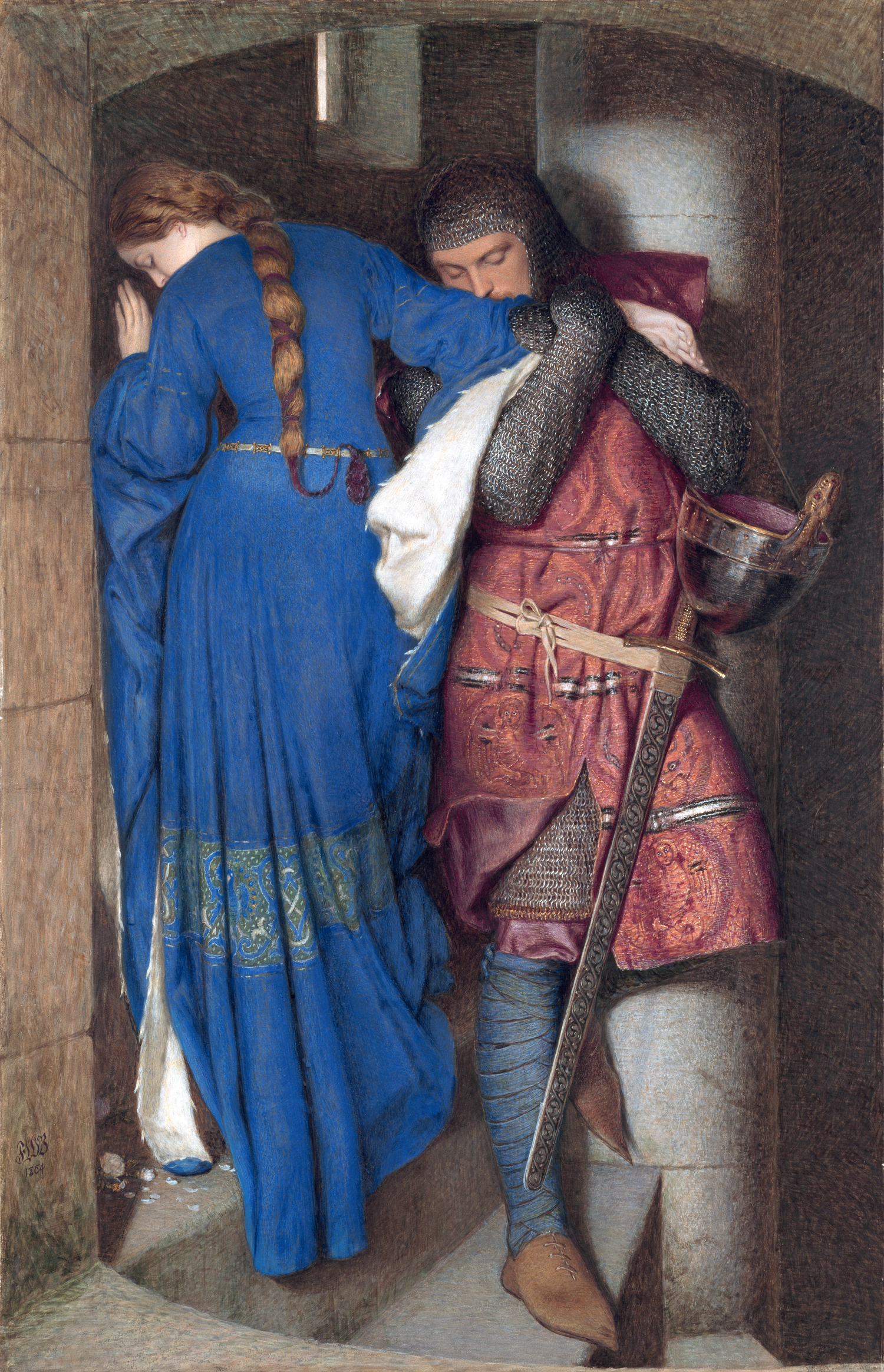
The Meeting on the turret stairs, 1864 (National Gallery of Ireland)[3].